# فلاویو مارتینی
فلاویو مارتینی (ایتالیایی: Flavio Martini؛ زادهٔ ۱۳ ژانویهٔ ۱۹۴۵) دوچرخه‌سوار اهل ایتالیا است.
وی در مسابقات کشوری و بین‌المللی در مجموع برندهٔ ۲ مدال برنز شده‌است.